# Tindivanam K. Ramamurthy
Tindivanam K. Ramamurthy (9 de diciembre de 1934-Chennai; 8 de agosto de 2021) fue un político indio de Tamil Nadu.

## Carrera política
Ramamurthy fue miembro del Congreso Nacional indio y trabajó al servicio del Secretario General de Tamil Nadu P.C.C. (1967–78).
Posteriormente, fue miembro de la Asamblea Legislativa de Tamil Nadu (1967–71) y del Consejo Legislativo de Tamil Nadu (1976-84), dónde lideró la Oposición (1981–84).
Más adelante, fue un miembro nominado del Rajya Sabha (1984-1990).

## Fallecimiento
Tindivanam K. Ramamurthy falleció el 8 de agosto de 2021 en la ciudad de Chennai. Tenía ochenta y seis años.